# Elisabeth Musch

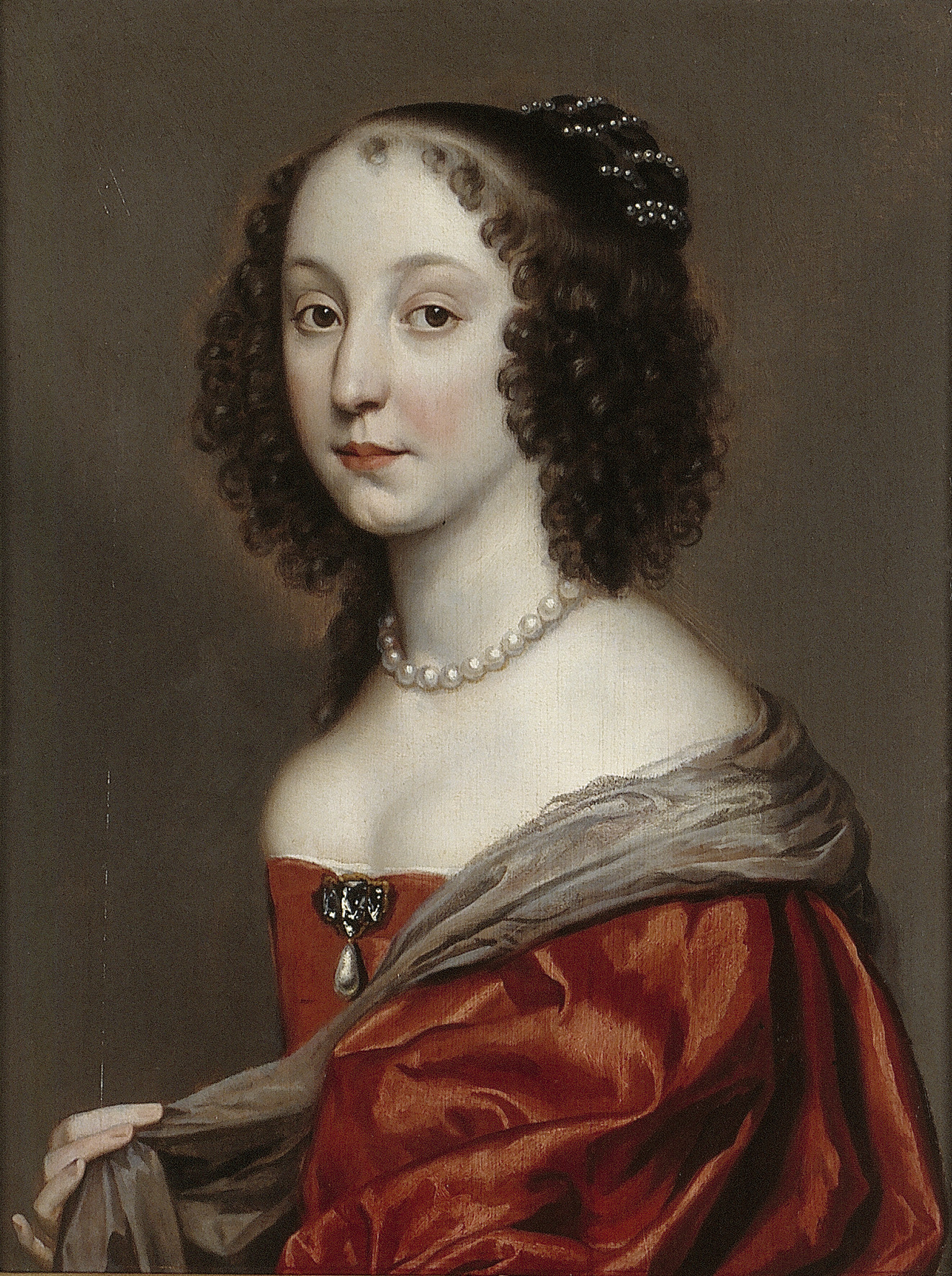
Elisabeth Musch, portret door Johannes Mijtens

Elisabeth Maria (Elisabeth) Musch (Den Haag, 13 maart 1639 - Saint-Cyr-sur-Morin, 11 augustus 1699) was een regentendochter van veelbesproken gedrag en hoofdpersoon van de historische roman Elisabeth Musch van Jacob van Lennep uit 1850. Zij stond ook bekend als Mademoiselle de Nieveen en later als Elisabeth de Fleury de Culan.

## Biografie
Zij werd geboren als tweede dochter van Cornelis Musch (1592/93-1650), griffier van de Staten-Generaal, en Elisabeth Cats (1618-1673), dochter van Jacob Cats. Haar zusters waren Maria Elisabeth (1637-1698) en Anna Catharina (1641-1667). In haar jeugd woonde zij bij haar familie in het 'Huis met de Torens' aan de Kneuterdijk in Den Haag, een zeer welvarend milieu, dankzij het familiekapitaal van haar moeder en de corrupte praktijken van haar vader.
Na de dood van haar vader in 1650 hertrouwde haar moeder met de schatrijke oude huisvriend en weduwnaar Diederik Pauw en trok met de dochters bij hem in. Losbandig gedrag van de drie dochters bezorgde hen onder de gegoede burgers van Den Haag een slechte naam. Zo blijkt uit een brief van Constantijn Huygens uit 1663 dat Elisabeth Musch in beschonken toestand in jongenskleren met een groep jonge mannen schreeuwend en zwaaiend met een getrokken degen over het Voorhout liep. 
Zij werd dankzij de erfenis van haar vader eigenares van de heerlijkheid Nieuwveen. Zij huwde op 1 april 1664 in Naaldwijk met de ritmeester en stadhouderlijke page Henri de Fleury de Coulan, heer van Buat, Saint-Cyr en La Forest de Gay.  De prins van Oranje en zijn grootmoeder de prinses-douairière Amalia van Solms waren bij het huwelijk aanwezig. Door het huwelijk kreeg zij de naam Elisabeth de Fleury de Culan. Hoewel er twee kinderen werden geboren (Philippe en Henriëtte, die beiden jong zouden sterven), verliep het huwelijk niet erg gelukkig. De Fleury de Culan was betrokken geraakt in een dubieuze rol als bemiddelaar tijdens de Tweede Engelse Oorlog (1665-1667). Hij werd daarop in augustus 1666 gearresteerd en gevangen gezet. Elisabeth Musch probeerde hem vrij te pleiten door brieven te schrijven aan het gerechtshof met de boodschap dat haar man een militair was en geen politicus. Desondanks werd haar man veroordeeld tot onthoofding wegens hoogverraad. Hij werd op 11 oktober 1666 terechtgesteld. Na het proces vertrok Musch naar Frankrijk om de zaken van haar man af te handelen, waarop het Hof van Holland oordeelde dat zij wegens vermeende medeplichtigheid in de affaire van De Fleury de Culan niet meer welkom was in Holland.
Zij leefde hierna als balling in Parijs met haar nog in leven zijnde zoontje, waar zij enige tijd samenleefde met kapitein Joinville van de zwarte musketiers. Hoewel ze hemel en aarde bewoog en zelfs de koningen van Engeland en Frankrijk het Hof verzochten om haar weer in Holland toe te laten en er zich te mogen vestigen, bleef de raadspensionaris Johan de Witt namens de Staten van Holland zich hiertegen verzetten. Uiteindelijk vertrok zij in 1669 naar Breda waar zij bij haar nichten introk.
Om te voorkomen dat haar van haar man geërfde bezit in Frankrijk tijdens de oorlog met dat land in 1672 zou worden geconfisqueerd vertrok zij weer naar Parijs. Vrienden, zoals de gezant Christiaan Rumpf en wetenschapper Christiaan Huygens bezochten haar daar. In januari 1674 werd zij echter onder huisarrest geplaatst en in gijzeling gehouden in ruil voor de uitwisseling met een in Holland vastgezette Française. Het arrest stelde weinig voor, want zij kon nog steeds allerlei feesten organiseren in haar huis. Na het vrijlaten van de Française werd haar arrest opgeheven en kon ze de kosten ervan op Lodewijk XIV verhalen. Hierdoor werd zij ook bekend bij het hof van Versailles en bij de gegoede burgerij van Parijs. Lodewijk XIV liet haar naturaliseren, waardoor zij Française werd. Omdat ook de relatie tussen Nederland en Frankrijk weer hersteld was, kon zij als oranjegezinde ook weer naar haar huis aan de Vijverberg in Den Haag terug. 
In Frankrijk bekeerde zij zich op 46-jarige leeftijd tot het rooms-katholieke geloof, een voorwaarde om met een katholiek te kunnen trouwen. Echter weer in Den Haag ging zij een relatie aan met de negen jaar jongere Johan Teding van Berkhout, heer van Sliedrecht. In 1687 vertrok zij weer naar Breda. Door het uitbreken van de Negenjarige Oorlog moest zij als Française naar haar nieuwe vaderland vertrekken. In april 1694 keerde zij weer terug in Den Haag, waar bleek dat Teding van Berkhout naar Engeland was vertrokken om daar te huwen. Zij vond echter een drietal heren ter vervanging, waaronder de ritmeester Reinoud Jan van Golstein. 
Haar laatste levensjaren bracht zij door nabij haar kasteel in Saint-Cyr-sur-Morin, waar zij bevriend raakte met lokale edellieden, zoals François Poilloy, die zij benoemde tot universeel erfgenaam van de goederen aldaar. Nadat zij in haar kasteel in Saint-Cyr was overleden, mocht pas na dertig jaar de erfenis worden verdeeld onder de vier afstammelingen van haar zusters.

## Nagedachtenis
De schrijver-militair Coenraet Droste schreef zijn boek Overblijfsels van geheughenis, gebaseerd op de frivole handel en wandel van Elisabeth.

Jacob van Lennep schreef zijn roman Elisabeth Musch, waarbij hij haar neerzette als een arme, goede en liefhebbende vrouw van onbesproken gedrag, en waarbij Johan de Witt als boosdoener werd gezien. De historicus Robert Fruin wist dit beeld, dat door een ongegronde interpretatie van Van Lennep was geschapen, echter grondig te corrigeren.